# إرنست هارتمان
إرنست هارتمان (بالألمانية: Ernst Hartmann)‏ هو طبيب وكاتب ألماني، ولد في 10 نوفمبر 1915 في مانهايم في ألمانيا، وتوفي في 23 أكتوبر 1992 في Waldbrunn, Baden-Württemberg ‏ في ألمانيا.